# جاري يا حمودة (مسلسل تونسي)
جاري يا حمودة مسلسل تونسي  عُرض على قناة تونس 7 سنة 2004، من تأليف عفيف اللقاني ولطفي بندقة وإخراج عبد الجبار البحوري.
يتألف المسلسل من خمسة عشر حلقة، وهو يروي بطريقة كوميدية واجتماعية يوميات سكان إحدى العمارات وطريقة عيشهم والعلاقات بينهم، على اختلاف طباعهم وخلفياتهم.

## القصة
يروي المسلسل قصة حمودة، وهو شخص بسيط يعمل بائع سمك، ويعيش مع زوجته وأبنائه في حي شعبي.
بسبب عمل أحد أقربائه في فرنسا، يطلب هذا الأخير من حمودة السكن في شقته بعمارة في أحد الأحياء الراقية بالعاصمة، لحراستها عوض أن تظل فارغة. ينتقل حمودة رفقة عائلته للسكن في الشقة الجديدة. فتحدث مواقف طريفة وصدامات اجتماعية بين عائلة حمودة وجيرانهم الجدد، مثل الجارة سحر التي تسكن في الشقة المجاورة وترفض قدوم عائلة حمودة بسبب تصرفاتهم المحافظة، التي تعتبرها متخلفة، كما ترفض مخالطة أبنائها لأبناء حمودة المتعودين على اللعب في الشوارع. من جهته يرحب زوجها الهادي بعائلة حمودة، كونها تذكره بطفولته التي عاشها في الأحياء الشعبية. 
يواجه حمودة صعوبات في المحافظة على تربية أبنائه من طريقة العيش المنفتحة في العمارة، خاصة ابنه ناجي الذي يصبح صديق عماد، وابنته سندس التي تُعجب بالفنان المشهور حمامة أمل، الذي يسكن أيضًا في العمارة. إضافة إلى ذلك، يخاف حمودة من تأثر زوجته التقليدية منوبية، بالسكن في العمارة، فيحاول التصدي لنمط الحياة المختلف عن الحي الشعبي، مثل تصرفات عبد الستار وزوجته عزيزة التي تتحكم فيه، ومحسونة التي تسافر إلى تركيا وسوريا للتجارة في الملابس رغمًا عن زوجها عبد الرحيم، إضافة إلى الحارس هاشمي وعلاقته مع الأرملة فافاني، التي تسكن في شقة بالعمارة، والسيدة الفرنسية آرلات، التي تعيش بدورها في العمارة بعد انفصالها عن زوجها. 
بعد الرفض والاستهجان الذي تلقاه من بعض سكان العمارة، يقرر حمودة العودة للعيش في منزله القديم، قبل أن يجتمع سكان العمارة من جديد لإقناعه بالبقاء.

## الشخصيات

### الشخصيات الرئيسية
- نور الدين بن عياد: «حمودة» بائع سمك يعيش بإحدى عمارات العاصمة التونسية
- دليلة مفتاحي: «منوبية» زوجة حمودة، أحد سكان العمارة
- آمال علوان: «سحر» أحد سكان العمارة
- لطفي بندقة: «الهادي» زوج سحر، أحد سكان العمارة
- منجي بن حفصية: «عبد الرحيم» المسؤول عن نقابة العمارة وأحد سكانها
- درصاف مملوك: «محسونة» زوجة عبد الرحيم، أحد سكان العمارة
- جمال ساسي: «عبد الستار» أحد سكان العمارة
- عايدة بوبكر: «عزيزة» زوجة عبد الستار، أحد سكان العمارة
- سليم محفوظ: «هاشمي» حارس العمارة
- سعيدة الحامي: «فافاني» أرملة، أحد سكان العمارة
- لسعد بن يونس: «حمامة أمل» فنان مشهور، أحد سكان العمارة
- فوزي كشرود: «مراد» محامي، أحد سكان العمارة
- أميرة الرزقي: «فائزة» محامية، زوجة مراد، أحد سكان العمارة
- مارتين قفصي: «آرلات» أحد سكان العمارة، فرنسية الجنسية

### الشخصيات الثانوية
- ريم عبروق: «محبوبة» طالبة جامعية، أحد سكان العمارة
- لسعد بن عثمان: «المولدي» أو «وليد» شقيق محبوبة، لاعب كرة قدم وأحد سكان العمارة
- هدى بن عمر: «علياء» مضيفة طيران، أحد سكان العمارة
- سنية بن بلقاسم: «نهى» مضيفة طيران، أحد سكان العمارة وخطيبة وليد
- عفاف بن محمود: «درصاف» عارضة أزياء، أحد سكان العمارة
- نور شيبة: «عماد» طالب جامعي وصديق ناجي، أحد سكان العمارة
- الهادي ولد باب الله: «سي قنديل» رئيس نادي كرة القدم الذي يلعب فيه وليد
- هاجر الحشاني: «صفيناز» خادمة منزل سحر والهادي
- وليد النهدي: «ناجي» ابن حمودة ومنوبية
- إيناس العباسي: «سندس» ابنة حمودة ومنوبية
- منال الجربي: «سلسبيل» ابنة حمودة ومنوبية
- محمد الحبيب الشعري: «وائل» ابن حمودة ومنوبية

## فريق العمل
| العمل     | صاحب العمل                                   |
| --------- | -------------------------------------------- |
| الإنتاج   | الوكالة الوطنية للنهوض بالقطاع السمعي البصري |
| الموسيقى  | منذر الديماسي                                |
| السيناريو | عفيف اللقاني ولطفي بندقة                     |
| الإخراج   | عبد الجبار البحوري                           |